# Rowdy Rowdy
Rowdy Rowdy è un singolo del rapper statunitense 50 Cent, pubblicato nel 1999. Il singolo come il precedente è stato utilizzato nella colonna sonora del film In Too Deep e utilizza un campionamento del brano Light My Fire di Shirley Bassey.

## Tracce
Vinile singolo Columbia – CAS 42208
1. Rowdy Rowdy (Explicit version)
2. Rowdy Rowdy (Clean version)
3. Rowdy Rowdy (Instrumental)
4. Rowdy Rowdy (A capella)